# Oedagebergte
Het Oedagebergte (Russisch: Удинский хребет; Oedinski chrebet) is een bergketen in de Oostelijke Sajan (oblast Irkoetsk, die de waterscheiding vormt tussen de rivieren Oeda en Chamsary. Het heeft een lengte van ongeveer 140 kilometer en een hoogte tot 2875 meter. Het bestaat uit een complex van onder andere gneisen, kristallijne schisten en marmer. De hellingen zijn begroeid met ceder- en larikstaiga, die tussen de 1700 en 1800 meter op de zuidwestelijke helling overgaat in bergweide en op de noordoostelijke helling in bergtoendra.